# Vitan, Ormož
Vitan este o localitate din comuna Ormož, Slovenia, cu o populație de 87 de locuitori.